# Louis Laurent
Pour les articles homonymes, voir Laurent et Laurent (patronyme).
Louis Laurent, né le 23 septembre 1992, est un judoka et un samboïste français.

## Carrière
Louis Laurent obtient la médaille d'argent dans la catégorie des moins de 90 kg aux Championnats du monde de sambo 2017 à Sotchi, puis la médaille d'or aux Championnats d'Europe de sambo 2018. Il est médaillé d'argent aux Championnats du monde de sambo 2019 à Bucarest.
Il remporte la médaille de bronze dans la catégorie des moins de 90 kg aux Championnats d'Europe de sambo 2019 à Gijon.
Il obtient la médaille d'argent en sambo de combat dans la catégorie des moins de 90 kg aux Championnats du monde de sambo 2020 à Novi Sad.